# Baring (Missouri)
Baring – miejscowość w Stanach Zjednoczonych, w stanie Missouri.
Liczba mieszkańców w 2000 roku wynosiła 159.